# Bis(trifluormethansulfonyl)anilin
Bis(trifluormethansulfonyl)anilin je organická sloučenina se vzorcem C6H5N(SO2CF3)2. Používá se k připojování triflylových skupin na molekuly. Je o něco slabším elektrofilem než triflylanhydrid.